# DJ43FOOL
DJ43FOOLは長野県出身のHIPHOP DJ TRACKMAKER。
代表曲としてはomen44とMACASSTIGERをfeatしたcominacha、多数のラッパーが参加した026PARTYがある。2015年にDJ SIN-NO-SKEとアルバム4family、2020年に1stアルバムSTREET＆FATHERを発表している。
函館のY to theone、名古屋のK.O、妄走族のMASARU等にビートを提供。
| スタブアイコン | サブスタブ | この項目は、まだ閲覧者の調べものの参照としては役立たない、音楽関係者（バンド等）に関連した書きかけの項目です。この項目を加筆・訂正などしてくださる協力者を求めています（P:音楽/PJ:芸能人）。 |